# Juan I de Mecklemburgo-Stargard
Juan I, duque de Mecklemburgo [-Stargard] (1326 - 9 de agosto de 1392/9 de febrero de 1393), duque de Mecklemburgo desde 1344 hasta 1352 y duque de Mecklemburgo-Stargard desde 1352 hasta 1392.

## Familia
Era probablemente el hijo varón más joven del segundo matrimonio del señor Enrique II "el León" de Mecklemburgo y Ana de Sajonia-Wittenberg, una hija del duque Alberto II de Sajonia-Wittenberg.

## Biografía
Juan I fue probablemente nacido en 1326.  Su padre murió en 1329, y permaneció bajo la tutela hasta 1344, cuando alcanzó la mayoría de edad y empezó a llevar un sello como partícipe en el gobierno de Mecklemburgo. El 8 de julio de 1348, el emperador germánico Carlos IV alzó a Juan y a su hermano Alberto II al rango de duque el 8 de julio de 1348 en Praga. Juan, Alberto y Carlos inicialmente apoyaron al Falso Valdemar, pero en 1350 se reconciliaron con su defensor el duque Luis V de Baviera.
Hasta la división de Mecklemburgo el 25 de noviembre de 1352, Juan fue premiado con los señoríos de Stargard, Sternbuerg y Ture. Apoyó a su sobrino Alberto III de Mecklemburgo en sus intentos por ser reconocido como rey de Suecia.

## Matrimonio y descendencia
Juan se casó tres veces. Su primera esposa Rixa (cuyos antecedentes se desconocen) probablemente murieron poco después de la boda y no tuvieron hijos.
Su segunda esposa Ana fue una hija del conde Adolfo VII de Pinneberg y Schauenburg. Ella probablemente murió en 1358. Juan y Ana tuvieron una hija Ana, que se casó con Vartislao VI de Pomerania-Wolgast el 4 de abril de 1363.
La tercera esposa de Juan, Inés, era la hija de Ulrico II de Lindow-Ruppin y viuda del señor Nicolás IV de Werle. Ellos probablemente se casaron en 1358 y tuvieron cinco hijos juntos:
- Juan II (m. entre 6 de julio y el 9 de octubre de 1416), co-regente, luego duque de Mecklemburgo-Stargard, desde 1408 Señor de Sternberg, Friedland, Fürstenberg y Lychen
- Ulrico I (m. 8 de abril de 1417), co-regente, luego duque de Mecklemburgo-Stargard (1392–1417), desde 1408 Señor de Neobrandeburgo, Stargard, Strelitz y Wesenberg (con Lize)
- Rodolfo (m. después del 28 de julio de 1415), fue inicialmente Obispo de Skara y desde 1390 como Rodolfo III Obispo de Schwerin
- Alberto I (m. 1397), co-regente de Mecklemburgo, desde 1396 Coadjutor de Dorpat
- Contanza (n. h. 1373, m. 1408)